# Hubert Mingarelli
Pour les articles homonymes, voir Mingarelli.
Hubert Mingarelli (né le 14 janvier 1956 à Mont-Saint-Martin en Lorraine et mort le 27 janvier 2020 à Grenoble) est un écrivain et scénariste français, lauréat du prix Médicis en 2003.

## Biographie
Né en Lorraine, Hubert Mingarelli est le fils d'un immigré italien. Il connaît peu sa mère. Il arrête l'école à 17 ans et, pour échapper à l'usine, il s'engage dans la marine, qu'il quitte trois ans plus tard,.  Il s'installe à Grenoble, où il exerce de nombreux métiers,.
Il commence à publier au début des années 1990, en littérature jeunesse. Son premier ouvrage est un recueil de poésies pour la jeunesse, Le secret du funambule en 1990, puis paraissent les romans jeunesse Le bruit du vent (1991) et La lumière volée (1993).
Ses ouvrages et romans suivant sont de littérature générale.
Il est lauréat du Prix Médicis en 2003 pour son roman Quatre soldats. Il s'installe dans un hameau de Susville sur le plateau de Matheysine dans les Alpes françaises, où il vit une quarantaine d'années jusqu'à son décès.

## Analyse de l'œuvre
Les femmes sont presque absentes de ses romans et nouvelles. Il s'intéresse plus volontiers au rapport père-fils, que ce soit dans Une rivière verte et silencieuse (1999), La Dernière Neige (2000) ou encore dans La Beauté des loutres (2002). 
Dans Quatre soldats (2003), il évoque l'amitié de quatre hommes dont un est à peine sorti de l'adolescence, « Une histoire de fraternité entre des soldats de l'armée rouge qui, en 1919, est en perdition du côté de la Galicie. ».
Les trois nouvelles de son recueil Océan Pacifique (2006) racontent la vie de matelot qu'il a lui-même vécue. Cet ouvrage lui vaut le Prix Livre & Mer Henri-Queffélec au Festival Livre & Mer - Concarneau 2007.
Son roman L'homme qui avait soif, qui traite de l'amitié en temps de guerre,, est récompensé par le prix Landerneau et le prix Louis-Guilloux en 2014.
La Terre invisible paraît en 2019.

## Publications
- Le Secret du funambule, Milan, coll. Zanzibar, 1990
- Le Bruit du vent, Gallimard Page blanche, 1991 ; nouv. édition en Page blanche, 1998 ; Folio junior, 2003, puis 2013
- La Lumière volée, Gallimard Page blanche, 1993 ; nouv. édition en Page blanche, 1999 ; Folio junior, 2009 puis 2012
- Le Jour de la cavalerie, Le Seuil, 1995 ; Points Seuil, 2003
- L'Arbre, Le Seuil, 1996.
- Vie de sable, Le Seuil,1998.
- Une rivière verte et silencieuse, Le Seuil, 1999 ; Points Seuil, 2001
- La Dernière Neige, Le Seuil, 2000 ; Points Seuil, 2002
- La Beauté des loutres, Le Seuil, 2002 ; Points Seuil, 2004
- Quatre soldats, Le Seuil, 2003. (Prix Médicis) ; Points Seuil, 2004
- Sur la mer, Le Seuil, 2003
- Hommes sans mère, Le Seuil, 2004 ; Points Seuil, 2005
- Le Voyage d'Eladio, Le Seuil, 2005.
- Océan Pacifique, Le Seuil, 2006.
- Marcher sur la rivière, Le Seuil, 2007.
- La Promesse, Le Seuil, 2009.
- L'Année du soulèvement, Le Seuil, 2010.
- La Lettre de Buenos Aires, Buchet/Chastel, 2011
- La Vague, illustrations de Barthélémy Toguo, éditions du Chemin de Fer, 2011  (ISBN 9782916130354)
- La Source, Cadex, 2012
- Un repas en hiver, Stock, 2012
- L'Homme qui avait soif, Stock, 2014
- L'Incendie, avec Antoine Choplin, Éditions La Fosse aux ours, 2015
- La Route de Beit Zera, Stock, 2015 ; Points Seuil, 2016
- Une histoire de tempête, Éditions du sonneur, 2015
- La Terre invisible, Buchet/Chastel, 2019, 182 pages  (ISBN 978-2-283-03224-4)

## Prix littéraires
- 1995 - Prix 12/17 Brive-Montréal
- 2002 - Prix Erckmann-Chatrian pour La Beauté des loutres
- 2003 - Prix Médicis pour Quatre Soldats
- 2006 - Prix Livre & Mer Henri-Queffélec
- 2014 - Prix Landerneau pour L'Homme qui avait soif
- 2014 - Prix Louis-Guilloux pour L'Homme qui avait soif

### Documentation
- « Ne me demandez pas de m'expliquer : rencontre avec Hubert Mingarelli », Sélection annuelle de Livres au trésor (Centre de ressources en Seine-Saint-Denis sur le livre de jeunesse), 1994, p. 33
- Dossier Hubert Mingarelli, Griffon, no 158, septembre-octobre 1997, p. 1-15
- Martine Laval. « Hommes des hautes solitudes. Hubert Mingarelli et Erri De Luca, écrivains au sommet de leur art », Télérama, no 2715, 23 janvier 2002, p. 58-59
- Thierry Guichard, « Ces sllences qui en disent long », entretien avec Hubert Mingarelli, Le Matricule des anges, no 38, 2002, p. 8-9
- Muriel Carminati, « Espace et imaginaire dans la narration minimaliste d'Hubert Mingarelli », HIstoire, mémoire et paysage, In Press, 2002, p. 239-248
- Thierry Guichard,  « Sauver les âmes. Entretien avec Hubert Mingarelli », Le Matricule des anges, no 63, 2005, p. 18-23
- Thierry Guichard, « L'inventeur d'arches », Le Matricule des anges, no 63, 2005, p. 14-17
- Jean Foucault, « Proximité sociale et distance intime ; la figure paternelle dans Le Bruit du vent d'Hubert Mingarelli », Les Cahiers Robinson (université d'Artois), no 22, 2007, p. 105-116
- François Place, « Hommage à Hubert Mingarelli », La Revue des livres pour enfants, no 312,‎ 2020, p. 176-177 (lire en ligne [PDF], consulté en mars 2025)